# Jorge Chávez Sibina
Jorge Samuel Chávez Sibina (Nauta, 29 de septiembre de 1958) es un administrador de empresas y político peruano. Fue congresista de la república por la región Loreto en dos periodos consecutivos y alcalde de la provincia de Maynas en el lapso 1996-1998.

## Biografía
Jorge Chávez nació el 29 de septiembre de 1958 en Nauta, ciudad ubicada en el departamento de Loreto.
Cursó sus estudios primarios y secundarios en la ciudad de Iquitos. Luego entre 1977 y 1983, estudió la carrera de Administración de Empresas en la Universidad Nacional de la Amazonía Peruana.

## Carrera política
Su primera participación política fue en las elecciones municipales de 1989 cuando fue elegido como regidor de la provincia de Maynas por el Frente Democrático. Luego postuló a la alcaldía de Maynas en las elecciones municipales de 1993 sin tener éxito.
Fue parte de la fundación de Fuerza Loretana, movimiento político de Yván Vásquez Valera.

### Alcalde de Maynas
En el año 1995, Jorge Chávez postuló por segunda vez en la provincia de Maynas y logró resultar elegido como alcalde provincial para el periodo 1996-1998.
Durante su gestión desempeñó también cargos como presidente de la Junta de Accionistas EPS Loreto y presidente de la Caja Municipal de Maynas, presidente de la asociación de Municipalidades de la Región Loreto entre 1997 y 1998, desde donde impulsó el desarrollo de la Región Loreto. Fue uno de los principales líderes de la oposición de la Amazonía Peruana contra la dictadura del expresidente Alberto Fujimori y líder del frente patriótico de Loreto, en las demandas de la región por su soberanía e integridad territorial.

### Congresista de la República
Para las elecciones parlamentarias del año 2000, Chávez se apuntó como candidato al Congreso de la República por la lista de Somos Perú, partido político de Alberto Andrade, y resultó elegido como congresista para el periodo parlamentario 2000-2005, con 20,619 votos.
Chávez participó en la Marcha de los Cuatro Suyos encabezada por Alejandro Toledo y fue gestor de iniciativas de investigación contra diversos miembros de la dictadura fujimorista. También fue autor de la moción de vacancia contra Alberto Fujimori por incapacidad moral, lo cual se logró aprobar tras su fuga a Tokio y en donde convocó a nuevas elecciones generales para el año 2001. Tras esto su cargo parlamentario fue reducido hasta julio del 2001 y Chávez postuló a la reelección como miembro del partido Perú Posible en representación del departamento de Loreto. Fue reelegido con 53,921 votos para el periodo 2001-2006.
En su segunda gestión presidió la Comisión de Ambiente, Ecología y Amazonía del parlamento, luego integrando la Comisión de Fiscalización y Contraloría. Llevó adelante investigaciones importantes como las irregularidades en instituciones como Petroperú y las investigaciones respecto a los sucesos de violencia ocurridos en la localidad de Ilave. También ejerció como cuarto vicepresidente de la Mesa Directiva presidida por Ántero Flores-Aráoz en el periodo 2004-2005, donde luego presentó una denuncia constitucional contra los excongresistas tránsfugas del fujimorismo.
Renunció a Perú Posible tras discrepancias internas y luego se integró a la bancada de Perú Ahora liderada por Luis Guerrero Figueroa.
Al culminar su gestión, Chávez intentó su reelección sin éxito en las elecciones parlamentarias del año 2006. En el año 2010 postuló a la presidencia del Gobierno Regional de Loreto por Acción Popular en las elecciones regionales, quedando en el séptimo lugar con solo el 4,388 % de los votos.

## Controversias
En el año 2014, la Sala Penal de Apelaciones de Maynas condenó a Jorge Chávez a 4 años de pena privativa de la libertad suspendida, inhabilitación para ejercer cargo público por 2 años y al pago de una reparación civil de cincuenta mil soles por el delito de peculado durante su gestión como alcalde de Maynas al utilizar irregularmente fondos del Estado en viajes.